# Hassan (saga)
Hassan repslagare är huvudperson i en av berättelserna i sagosamlingen Tusen och en natt. Repslagaren Hassan är verksam i Bagdad där han bor med sin hustru och familjens fem barn. Hassan lever ett strävsamt liv med arbete från morgon till kväll, utan att han lyckas tjäna ihop något överskott. Av en förbipasserande man vid namn Saadi mottar Hassan en börs med 2oo guldmynt av vilka han investerar tio mynt i arbetsmaterial, hampa bland annat. Dessutom inhandlar han en köttbit till sin familj. Resten av pengarna gömmer han i sin turban.   
Sedermera attackeras Hassan av en fågel, en duvhök i vissa översättningar, medan det i  andra översättningar är det fråga om en gam, som lyckas beröva honom huvudbonaden och det däri förborgade kapitalet. Det välstånd som vederfarits Hassan plötsligen, går honom lika fort om intet. Senare träffar Hassan återigen Saadi av vilken repslagaren återigen mottar en penninggåva, denna gång om 200 guldmynt. Efter några mindre inköp göms återstoden av pengarna i en kruka som Hassans hustru, ovetande om pengarna, byter bort. Av Saadis förtrogne Sad mottar sedan Hassen ett stycke bly. Blyklumpen används senare som sänke av en fiskare vilken som tack skänker en nyfångad fisk till Hassan; den fisken visar sig innehålla en diamant. 
Denna ädelsten säljs senare till en granne, hustru till en juvelerare, vilken möjligen är av judisk härkomst, för 100 000 guldmynt. Tack vare sitt växande välstånd kan Hassan därefter utöka sin repslagarverksamhet och anställa andra repslagare. Han skaffar ett landställe vid floden Eufrat, och där intill, i ett fågelnäste, återfinns turbanen, som den angripande fågeln en gång tog, med de instoppade guldmynten i behåll. Även den bortbytta krukan med guldslantar kommer slutligen till rätta.